# Frédéric Chopin síremléke
Chopin síremléke a lengyel zeneszerző és zongoraművész, Frédéric Chopin (1810–1849) nyughelyét jelző műalkotás a párizsi Père-Lachaise temetőben.

## Története
A sírkőavatásra 1850. október 17-én került sor a művész halálának első évfordulóján. A síremléket Auguste Clésinger készítette. (Clésinger Solange Dupin férje volt, Dupin pedig George Sandnak, Chopin szeretőjének a lánya.)
A sírkőállításhoz barátai és tanítványai járultak hozzá, többek között Eugène Delacroix festőművész, Auguste-Joseph Franchomme zeneszerző, Teofil Kwiatkowski festőművész, Camille Pleyel zongoraművész és Jane Stirling skót zongorista.

## Leírás
A mű talapzatán márványszobor áll, mely a kezében törött lírát tartó és a fölé megtörten hajoló görög múzsát, Euterpét ábrázolja.
A talapzaton médallionban Chopin bal oldali profilképe látható.
A négyszögletű talapzat feliratai:
- Szemből: A Fréd. Chopin / Ses Amis (F. Chopin / A barátai)
- Jobb oldalon: Frédéric Chopin, né en Pologne, à Żelazowa-Wola près de Varsovie (F. Chopin, aki a lengyelországi Żelazowa Wolában született Varsó közelében)
- Bal oldalon: Fils d’un émigré français, marié à Mlle Krzyżanowska, fille d’un gentilhomme polonais (Fia egy francia emigránsnak és Krzyżanowska asszonynak, egy lengyel nemes lányának)

## Fordítás
- Ez a szócikk részben vagy egészben a Grób Fryderyka Chopina  című lengyel Wikipédia-szócikk ezen változatának fordításán alapul.  Az eredeti cikk szerkesztőit annak laptörténete sorolja fel. Ez a jelzés csupán a megfogalmazás eredetét és a szerzői jogokat jelzi, nem szolgál a cikkben szereplő információk forrásmegjelöléseként.